# Colin Budd
Colin Budd (31 augustus 1945) is een Britse diplomaat. Hij was ambassadeur in Nederland en vertegenwoordigde in die functie vier jaar lang het Verenigd Koninkrijk, tot 1 september 2005. Zijn opvolger als ambassadeur was Mr Lyn Parker (2005-2009).
Vlak voor het einde van zijn ambassadeurschap kwam hij naar de Spreeksteen in Amsterdam, waar hij sprak over democratie en het recht op vrije meningsuiting in Nederland. Hij gaf ook een afscheidsinterview bij het tv-programma Buitenhof.
Sinds 3 april 2006 is hij lid van de Commission for racial equality, een Britse overheidsinstelling die poogt discriminatie tegen te gaan. Voor zijn ambassadeurschap was hij diplomaat voor HM Diplomatic Service bij het Gemenebest van Naties.